# The Exchange Session Vol. 2
The Exchange Session Vol. 2 es un álbum de estudio de Kieran Hebden y Steve Reid, publicado el 22 de mayo de 2006 por el sello Domino Recording Company.

## Lista de canciones
1. "Hold Down the Rhythms, Hold Down the Machines" – 20:00
2. "Noémie" – 17:28
3. "We Dream Free" – 16:02